# Cabrières-d'Avignon
Pour les articles homonymes, voir Cabrières et Avignon (homonymie).
Cabrières-d'Avignon est une commune française située dans le département de Vaucluse, en région Provence-Alpes-Côte d'Azur.

## Géographie
Le village est situé sur les Monts de Vaucluse, placé sur un flanc de montagne en pente douce et face à la montagne du Luberon. Il s'est développé une activité commerciale dans son lieu-dit Coustellet, en bordure de commune et conjointement avec Robion et Maubec. La commune participe à la communauté de communes Luberon Monts de Vaucluse

### Accès et transports

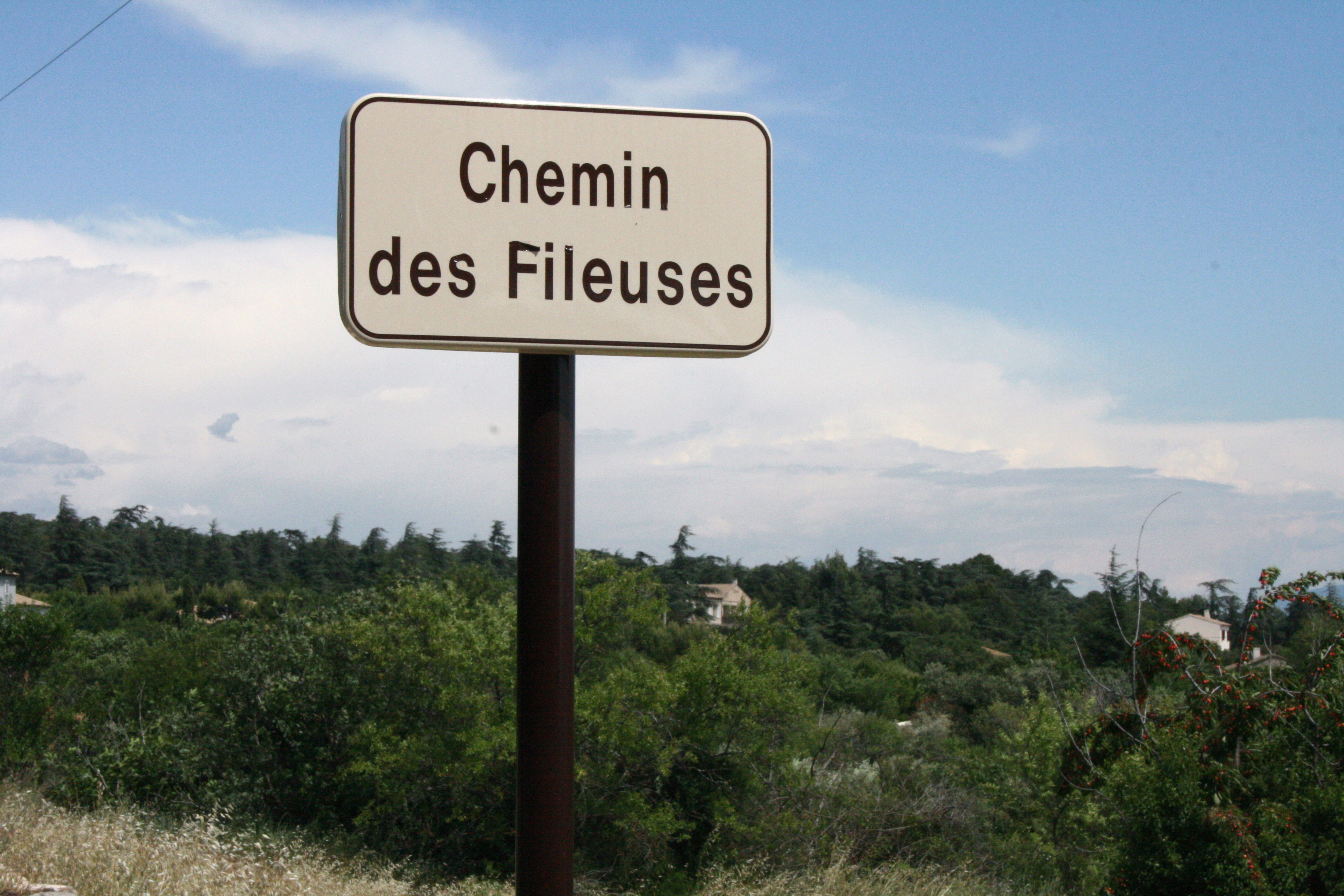
Le chemin des Fileuses.

L'accès se fait depuis Coustellet par la route départementale 110, en venant d'Avignon par la RN 100 puis la route départementale 147, de Lagnes par la route départementale 100 et de Gordes par la route départementale 2 puis la route départementale 110.
Les sentiers de grande randonnée no 6 (GR6) et no 97 (GR97) passent sur la commune.
La gare SNCF la plus proche est à Cavaillon, la gare TGV la plus proche est la gare d'Avignon TGV. La commune est desservie par les sorties de l'autoroute A7 à Avignon sud ou Cavaillon.

### Hydrographie
Le ruisseau le Valla de la Merderie passe sur la commune.
La Sénancole passe à l'extrémité sud-est de la commune.

### Relief
La partie sud de la commune, composée principalement de terres agricoles, se situe sur les hauteurs de la plaine du Calavon (ou vallée nord-Luberon).
La partie au nord du village, composée principalement de bois et garrigue, est située sur les monts de Vaucluse. Le point le plus haut est situé sur la pointe à l'extrémité nord de la commune.

### Sismicité
Les cantons de Bonnieux, Apt, Cadenet, Cavaillon, et Pertuis sont classés en zone Ib (risque faible). Tous les autres cantons du département de Vaucluse sont classés en zone Ia (risque très faible). Ce zonage correspond à une sismicité ne se traduisant qu'exceptionnellement par la destruction de bâtiments.

### Climat
Pour des articles plus généraux, voir Climat de Provence-Alpes-Côte d'Azur et Climat de Vaucluse.
En 2010, le climat de la commune est de type climat méditerranéen franc, selon une étude du Centre national de la recherche scientifique s'appuyant sur une série de données couvrant la période 1971-2000. En 2020, Météo-France publie une typologie des climats de la France métropolitaine dans laquelle la commune est exposée à un climat méditerranéen et est dans la région climatique  Provence, Languedoc-Roussillon, caractérisée par une pluviométrie faible en été, un très bon ensoleillement (2 600 h/an), un été chaud (21,5 °C), un air très sec en été, sec en toutes saisons, des vents forts (fréquence de 40 à 50 % de vents > 5 m/s) et peu de brouillards. 
Pour la période 1971-2000, la température annuelle moyenne est de 13,6 °C, avec une amplitude thermique annuelle de 17,1 °C. Le cumul annuel moyen de précipitations est de 691 mm, avec 6,1 jours de précipitations en janvier et 2,7 jours en juillet. Pour la période 1991-2020, la température moyenne annuelle observée sur la station météorologique installée sur la commune est de 14,0 °C et le cumul annuel moyen de précipitations est de 696,9 mm. 
La température maximale relevée sur cette station est de 43,2 °C, atteinte le 28 juin 2019 ; la température minimale est de −15,2 °C, atteinte le 7 janvier 1985,,. 
| Mois                                  | jan.             | fév.           | mars            | avril         | mai           | juin          | jui.         | août          | sep.          | oct.            | nov.          | déc.          | année      |
| ------------------------------------- | ---------------- | -------------- | --------------- | ------------- | ------------- | ------------- | ------------ | ------------- | ------------- | --------------- | ------------- | ------------- | ---------- |
| Température minimale moyenne (°C)     | 0,6              | 0,6            | 3,4             | 6,4           | 10,2          | 13,6          | 15,7         | 15,4          | 12,1          | 9,2             | 4,5           | 1,4           | 7,8        |
| Température moyenne (°C)              | 5,6              | 6,3            | 9,8             | 12,8          | 16,9          | 20,8          | 23,2         | 22,9          | 18,7          | 14,8            | 9,5           | 6,2           | 14         |
| Température maximale moyenne (°C)     | 10,6             | 12             | 16,2            | 19,3          | 23,7          | 27,9          | 30,7         | 30,4          | 25,3          | 20,4            | 14,5          | 10,9          | 20,2       |
| Record de froid (°C) date du record   | −15,2 07.01.1985 | −13,7 12.02.12 | −11,5 01.03.05  | −5 08.04.21   | 0,2 07.05.19  | 3,7 03.06.06  | 6,9 17.07.00 | 5 31.08.1986  | 2,9 18.09.01  | −3,8 30.10.1997 | −9,1 17.11.07 | −13 16.12.01  | −15,2 1985 |
| Record de chaleur (°C) date du record | 20,3 05.01.18    | 22,6 24.02.20  | 28,2 21.03.1990 | 29,9 29.04.05 | 34,7 24.05.09 | 43,2 28.06.19 | 39 31.07.17  | 40,2 22.08.23 | 36,1 04.09.23 | 29,7 01.10.23   | 23,4 14.11.23 | 20,2 30.12.21 | 43,2 2019  |
| Précipitations (mm)                   | 57,7             | 37,8           | 40,1            | 64,5          | 58            | 39,1          | 21,8         | 40,5          | 91,7          | 100,1           | 95            | 50,6          | 696,9      |

| Diagramme climatique                                  |           |             |             |            |              |              |              |              |              |           |             |
| J                                                     | F         | M           | A           | M          | J            | J            | A            | S            | O            | N         | D           |
| 10,60,657,7                                           | 120,637,8 | 16,23,440,1 | 19,36,464,5 | 23,710,258 | 27,913,639,1 | 30,715,721,8 | 30,415,440,5 | 25,312,191,7 | 20,49,2100,1 | 14,54,595 | 10,91,450,6 |
| Moyennes : • Temp. maxi et mini °C • Précipitation mm |           |             |             |            |              |              |              |              |              |           |             |

Les paramètres climatiques de la commune ont été estimés pour le milieu du siècle (2041-2070) selon différents scénarios d'émission de gaz à effet de serre à partir des nouvelles projections climatiques de référence DRIAS-2020. Ils sont consultables sur un site dédié publié par Météo-France en novembre 2022.

## Urbanisme

### Typologie
Au 1er janvier 2024, Cabrières-d'Avignon est catégorisée commune rurale à habitat dispersé, selon la nouvelle grille communale de densité à sept niveaux définie par l'Insee en 2022.
Elle appartient à l'unité urbaine d'Avignon, une agglomération inter-régionale regroupant 59  communes, dont elle est une commune de la banlieue,,. La commune est en outre hors attraction des villes,.

### Occupation des sols
L'occupation des sols de la commune, telle qu'elle ressort de la base de données européenne d’occupation biophysique des sols Corine Land Cover (CLC), est marquée par l'importance des territoires agricoles (45,7 % en 2018), en diminution par rapport à 1990 (54,1 %). La répartition détaillée en 2018 est la suivante : 
forêts (34,3 %), cultures permanentes (33,6 %), zones urbanisées (12,5 %), zones agricoles hétérogènes (12,1 %), milieux à végétation arbustive et/ou herbacée (7,5 %). L'évolution de l’occupation des sols de la commune et de ses infrastructures peut être observée sur les différentes représentations cartographiques du territoire : la carte de Cassini (XVIIIe siècle), la carte d'état-major (1820-1866) et les cartes ou photos aériennes de l'IGN pour la période actuelle (1950 à aujourd'hui).

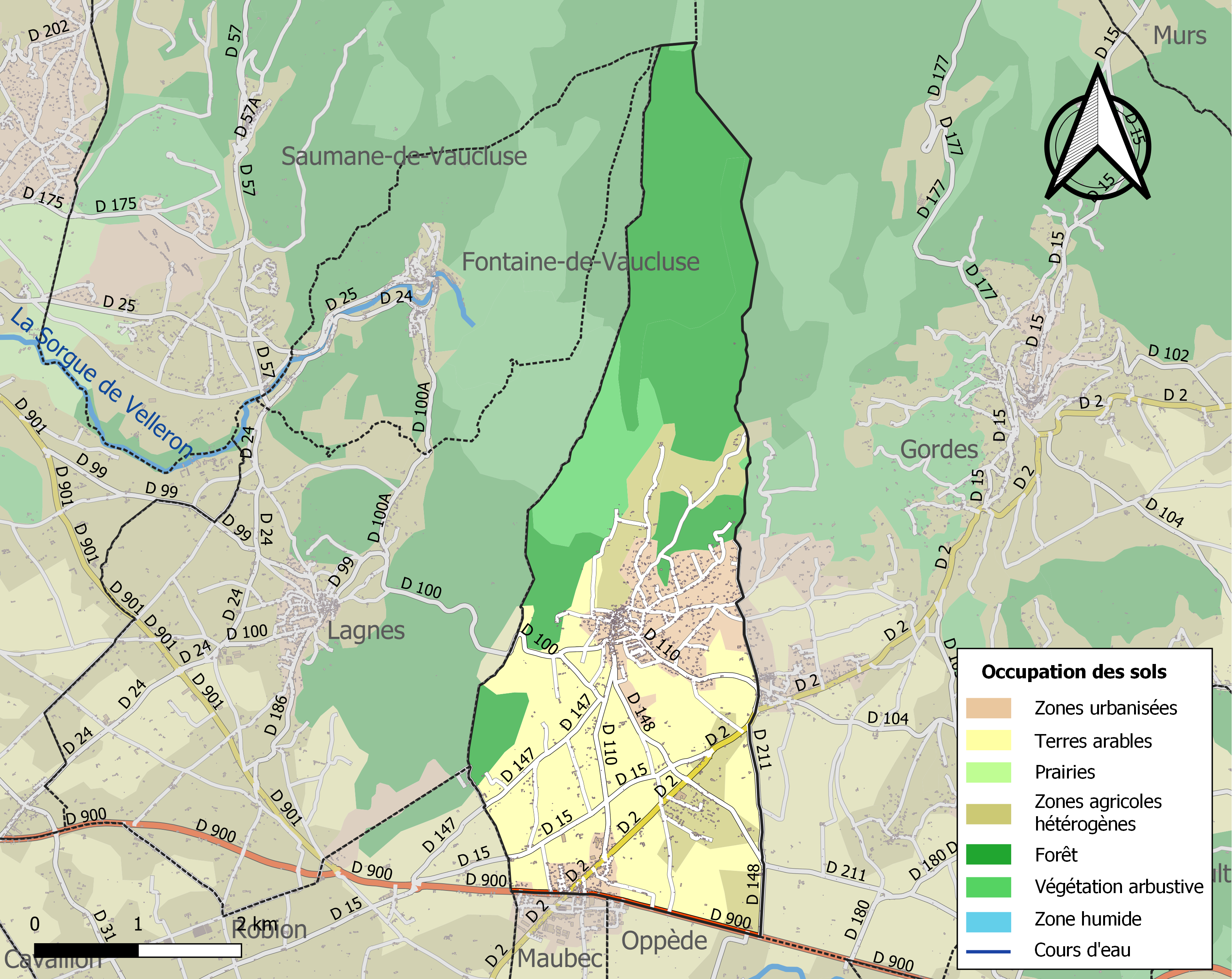
Carte des infrastructures et de l'occupation des sols de la commune en 2018 (CLC).

## Toponymie
L'origine du nom « Cabrières-d'Avignon » se trouve dans l'occitan cabrièra qui signifie « étable ou parc à chèvres ». Le mot est un prolongement de cabra (cabro en graphie mistralienne), « chèvre », du latin capra.
Cabrières-d'Avignon est aussi appelée Cabrières du Comtat ou du Comté.
Transcrit en 1180 en « Cabrieras », puis successivement « Capreris », « caprieras » et retour à « Cabrieras ». Le nom francisé Cabrières fait son apparition au XVIe siècle. On lui ajoute ensuite « du Comtat » ou « d'Avignon », car le village était situé dans le Comtat Venaissin. En 1918, Cabrières prend officiellement le nom de Cabrières-d'Avignon[réf. nécessaire], ce qui permet de le différencier de Cabrières-d'Aigues qui est aussi dans le département de Vaucluse.

## Histoire

### Moyen Âge
- XIe siècle/XIIe siècle, construction du château par la famille des Adhemar (vicomte de Cavaillon, branche cadette des Adhemar, premiers comtes héréditaires d'Orange). La famille devient les Baux-Adhemar à la suite d'une alliance avec les seigneurs des Baux.
- XIVe siècle, Henri de Chiabeau succède aux Baux-Adhemar. Sa fille, Laure de Chiabeau (née le 4 juin 1314), est considéré par certains historiens comme la (l'une des) Laure de Pétrarque.

### Renaissance

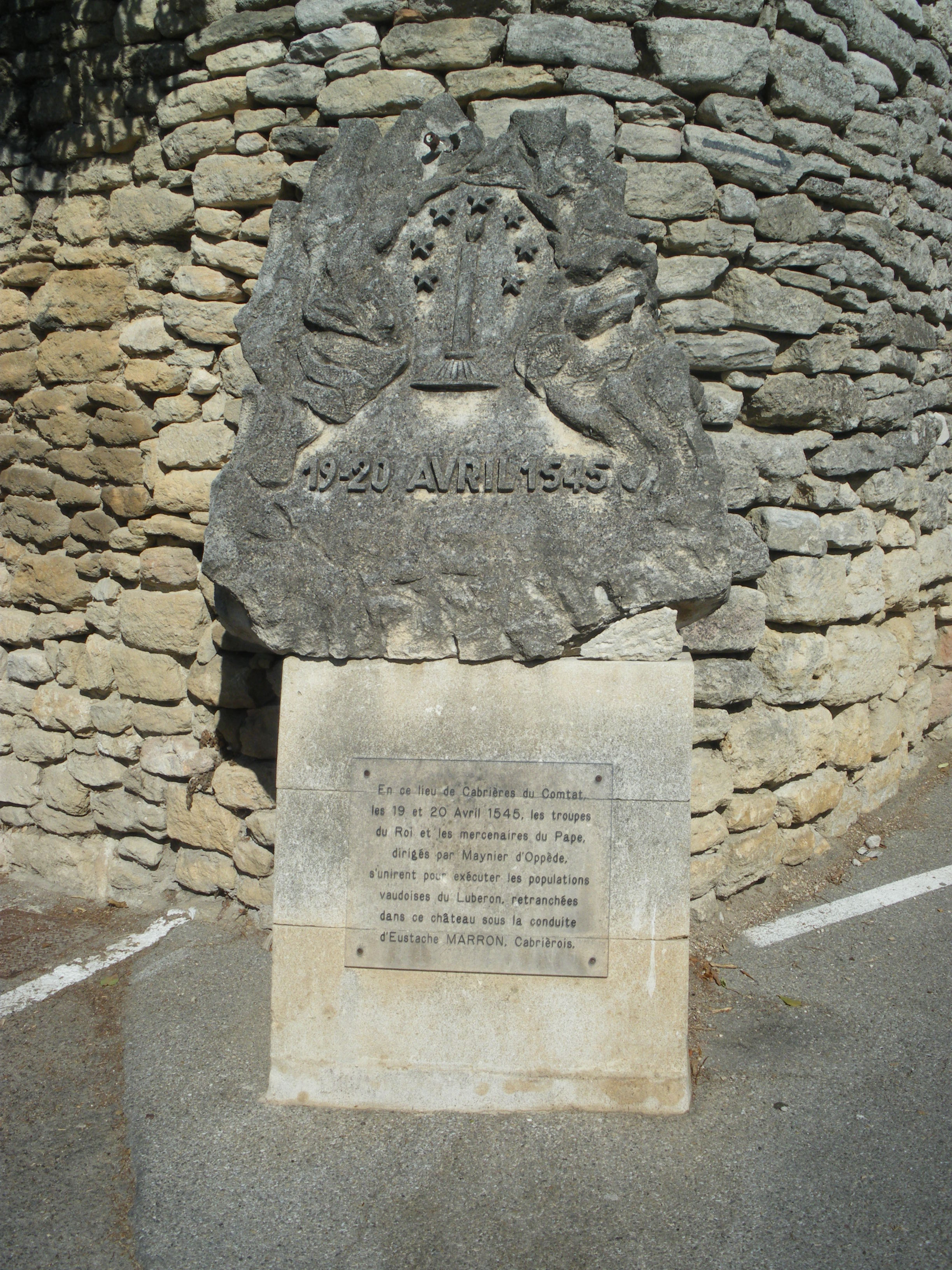
Stèle rappelant le massacre des Vaudois à Cabrières.

En 1490, par son mariage avec Germaine de Montjoie, Cabrières devient seigneurie de Giraud d'Ancézune, baron de Caderousse. Pour mettre ses terres "en rapport" il fera venir plusieurs familles vaudoises du Piémont.
Cabrières étant le seul village vaudois fortifié, lors de la persécution de 1545, il servit de refuge. Le siège fut mis le 19 avril par les troupes de Paulin de La Garde, sous la direction du premier président du Parlement d'Aix, Maynier, seigneur d'Oppède. Au bout de quelques jours, la reddition fut acquise après négociation et promesse de vie sauve. Mais les hommes furent fusillés, les femmes combattantes enfermées dans une grange, et brûlées vives. Les autres furent violées et massacrées, les enfants et les vieillards exterminés : le bilan fut de 400 à 500 morts. Les survivants furent vendus comme esclaves à L'Isle-sur-la-Sorgue ou envoyés aux galères. Enfin, le village fut rasé, et une colonne élevée à la mémoire du président Maynier.

### Période moderne

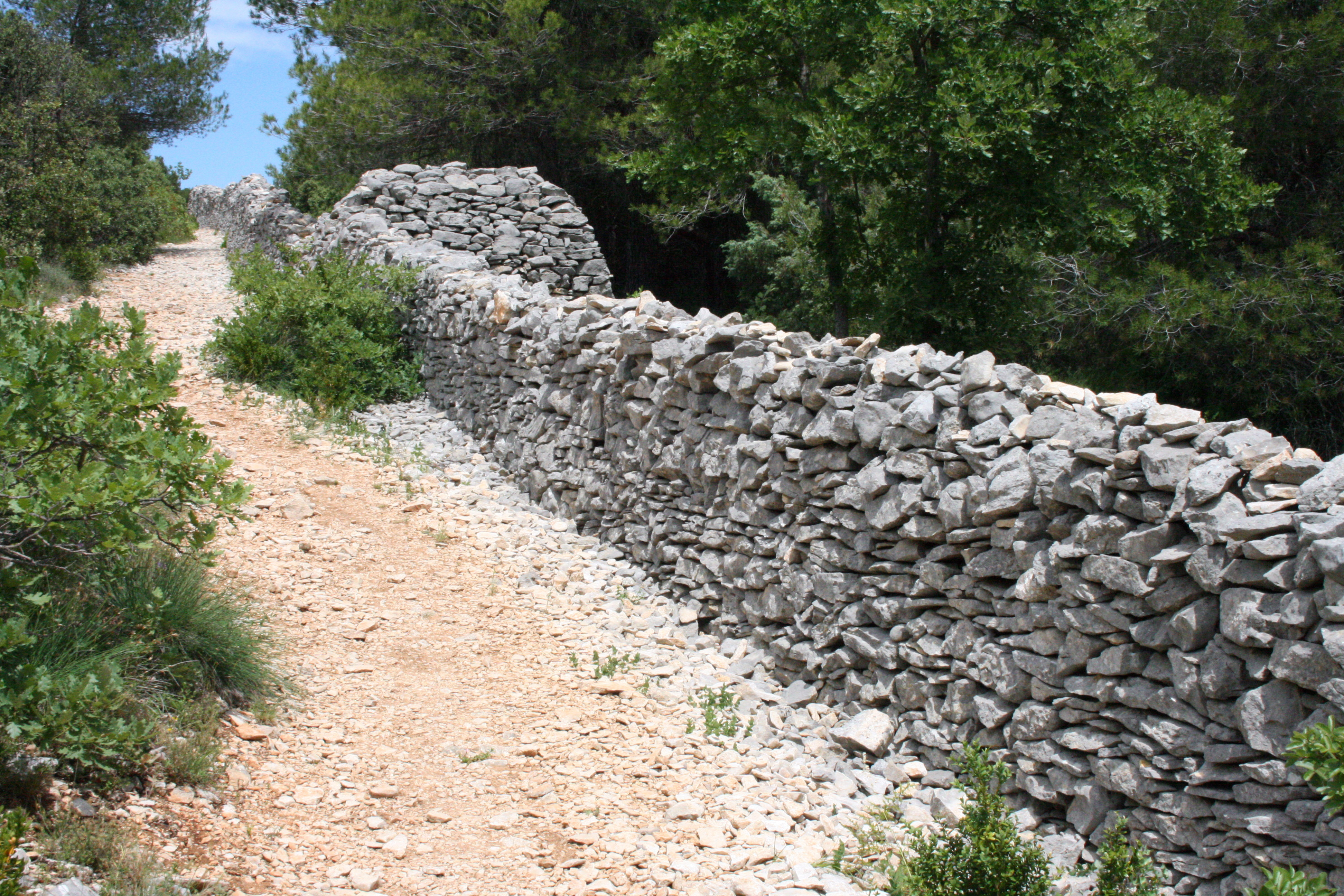
Mur de la Peste.

- 1695 : les Consuls de la commune font creuser six puits éparpillés sur le territoire pour pallier des problèmes d'eau.
- 1720 : Une épidémie de peste arrive à Marseille et gagne petit à petit le reste de la Provence. Les paroisses du Comtat Venaissin se protègent alors en construisant un mur de pierre sèche que l'on nommera plus tard le mur de la Peste.
- Les étés 1724, 1758 et 1761 sont arides et entrainent des problèmes d'eau, c'est pourquoi en 1762 un système de tuyaux est mis en place pour acheminer l'eau au village.
- 1765, les travaux pour l'acheminement de l'eau vers le village à l'aide de mines, de canaux et de tuyaux s'achèvent... mais un hiver trop rude fait fendre le bassin et tordre les canalisations, les mines, pas assez bien stabilisées s'effondrent. Tout est à refaire.
- 1767, Cabrières ainsi que toutes les anciennes possessions des Ancézune, devient seigneurie des Grammont-Caderousse. Ils garderont le château jusqu'en 1807.
- 1801, à la suite de la découverte dans le vallon des Beaumillons d'une réserve naturelle d'eau importante, de nouveaux travaux sont entrepris.

### Période contemporaine
- 1860 : Plantation de cèdres au nord du village.
- 1872, le nouveau propriétaire du château clôture l'accès à la fontaine privant ainsi les habitants d'un précieux accès à une ressource vitale.

## Politique et administration

### Budget et fiscalité 2015
En 2015, le budget de la commune était constitué ainsi :
- total des produits de fonctionnement : 1 584 000 €, soit 889 € par habitant ;
- total des charges de fonctionnement : 1 443 000 €, soit 810 € par habitant ;
- total des ressources d’investissement : 306 000 €, soit 172 € par habitant ;
- total des emplois d’investissement : 384 000 €, soit 216 € par habitant.
- endettement : 746 000 €, soit 419 € par habitant.

Avec les taux de fiscalité suivants :
- taxe d’habitation : 9,50 % ;
- taxe foncière sur les propriétés bâties : 14,50 % ;
- taxe foncière sur les propriétés non bâties : 50,00 % ;
- taxe additionnelle à la taxe foncière sur les propriétés non bâties : 0,00 % ;
- cotisation foncière des entreprises : 0,00 %.

### Liste des Maires
| Période                                  | Période         | Identité              | Étiquette | Qualité               |
| ---------------------------------------- | --------------- | --------------------- | --------- | --------------------- |
| Juillet 1790                             | Décembre 1791   | Véran André Avon      |           |                       |
| Décembre 1791                            | Janvier 1793    | François Villard      |           |                       |
| 9 Janvier 1793                           | 21 Janvier 1793 | Joseph Imbert fils    |           |                       |
| 21 Janvier 1793                          | Juin 1794       | Jacques Tiran         |           |                       |
| Janvier 1800                             | 1808            | Louis Avon            |           |                       |
| Janvier 1808                             | 1803            | Dominique Bessière    |           |                       |
| Janvier 1813                             | 1814            | Jean Joseph Paget     |           |                       |
| Janvier 1814                             | 1815            | Joseph Bonnet         |           |                       |
| Juin 1815                                | 1815            | Esprit Avon           |           |                       |
| Août 1815                                | 1816            | Joseph Bonnet         |           |                       |
| Juillet 1816                             | 1825            | Dominique Bessière    |           |                       |
| Décembre 1825                            | 1830            | Jacques Bonnel        |           |                       |
| Septembre 1830                           | 1831            | Jean-François Avon    |           |                       |
| avril 1831                               | 1835            | Jacques Avon aîné     |           |                       |
| Janvier 1835                             | 1848            | Jean Avon             |           |                       |
| Mars 1848                                | 1866            | Jacques Avon          |           |                       |
| Mai 1866                                 | 1871            | Paul Bonnel           |           |                       |
| Mai 1871                                 | 1874            | Victor Avon           |           |                       |
| Mai 1874                                 | 1876            | François Villard      |           |                       |
| Mai 1876                                 | 1879            | Victor Avon           |           |                       |
| Septembre 1879                           | 1881            | Pierre Armand         |           |                       |
| Janvier 1881                             | 1884            | Anatole Picard        |           |                       |
| Mai 1884                                 | 1904            | Adrien Joly           |           |                       |
| Mai 1904                                 | 1919            | Frédéric Armand       |           |                       |
| Novembre 1920                            | 1971            | Sully Armand          |           | Maire d'honneur à vie |
| Mars 1971                                | 1983            | Martial Marreau       |           |                       |
| Mars 1983                                | 1989            | Emile Armand          |           |                       |
| Mars 1989                                | 2004            | Daniel Chabert        |           |                       |
| Février 2004                             | 2020            | Marie-Paule Ghiglione |           |                       |
| Mai 2020                                 | En cours        | Delphine Cresp        |           |                       |
| Les données manquantes sont à compléter. |                 |                       |           |                       |

### Jumelages
- Concise (Suisse) dans le canton de Vaud (794 hab. en 2007) en 1994.

## Population et société

### Démographie
L'évolution du nombre d'habitants est connue à travers les recensements de la population effectués dans la commune depuis 1793. Pour les communes de moins de 10 000 habitants, une enquête de recensement portant sur toute la population est réalisée tous les cinq ans, les populations de référence des années intermédiaires étant quant à elles estimées par interpolation ou extrapolation. Pour la commune, le premier recensement exhaustif entrant dans le cadre du nouveau dispositif a été réalisé en 2007.

En 2022, la commune comptait 1 741 habitants, en évolution de −2,63 % par rapport à 2016 (Vaucluse : +1,73 %, France hors Mayotte : +2,11 %).
| 1793 | 1800 | 1806 | 1821 | 1831 | 1836 | 1841 | 1846 | 1851 |
| ---- | ---- | ---- | ---- | ---- | ---- | ---- | ---- | ---- |
| 605  | 620  | 649  | 690  | 775  | 802  | 859  | 898  | 904  |

| 1856 | 1861 | 1866 | 1872 | 1876 | 1881 | 1886 | 1891 | 1896 |
| ---- | ---- | ---- | ---- | ---- | ---- | ---- | ---- | ---- |
| 894  | 839  | 792  | 691  | 722  | 641  | 620  | 635  | 636  |

| 1901 | 1906 | 1911 | 1921 | 1926 | 1931 | 1936 | 1946 | 1954 |
| ---- | ---- | ---- | ---- | ---- | ---- | ---- | ---- | ---- |
| 603  | 535  | 523  | 415  | 504  | 554  | 572  | 615  | 624  |

| 1962 | 1968 | 1975 | 1982  | 1990  | 1999  | 2006  | 2007  | 2012  |
| ---- | ---- | ---- | ----- | ----- | ----- | ----- | ----- | ----- |
| 671  | 709  | 780  | 1 004 | 1 142 | 1 422 | 1 705 | 1 744 | 1 734 |

| 2017  | 2022  | - | - | - | - | - | - | - |
| ----- | ----- | - | - | - | - | - | - | - |
| 1 816 | 1 741 | - | - | - | - | - | - | - |

### Enseignement

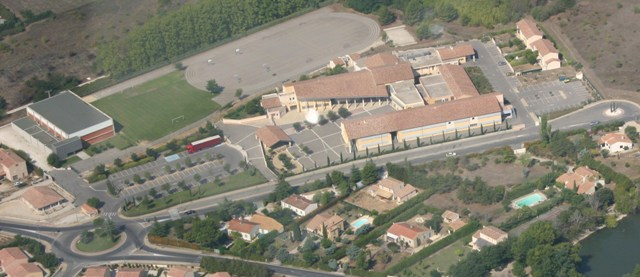
Coustellet, le collège du Calavon et son complexe sportif.

La commune possède une école primaire publique, un collège Vallée-du-Calavon, ensuite les élèves sont dirigés vers le lycée Ismael-Dauphin (enseignement général) et le lycée Alexandre-Dumas (enseignements général et techniques) à Cavaillon ou bien vers le lycée Alphonse-Benoit (enseignement général et technologique) de L'Isle-sur-la-Sorgue.

### Sports
Complexe sportif sur Coustellet (stade, gymnase, etc.), au niveau du collège.
Un terrain permanent de dirt a été créé, où s'entraine la WRT family et le team Play-Bike. C'est aussi le lieu d'une épreuve du Wall Ride Tour (WRT) qui a eu lieu en 2009 les 13 et 14 juin avec une grande nouveauté : le contest s'est déroulé de nuit.
Parcours de santé au sein de la forêt des cèdres, au nord du bourg.

## Économie
La zone commerciale de Coustellet a su attirer beaucoup de commerçants, professions libérales, etc.

### Agriculture
Culture de cerisiers, amandiers, oliviers, vignes (raisin de table et de cuve)... mais aussi production d'asperges et de truffes (nombreuses chênaies).
La commune produit des vins AOC Ventoux. Les vins qui ne sont pas en appellation d'origine contrôlée peuvent revendiquer, après agrément, le label Vin de pays d'Aigues.

### Industrie
La commune héberge le site de production et de recherche et développement d'Aroma-Zone.

### Tourisme
Comme l'ensemble des communes dites du Luberon, le tourisme joue un rôle, directement ou indirectement, dans l'économie locale.
On peut considérer trois principales sortes de tourisme en Luberon. Tout d'abord, le tourisme historique et culturel qui s'appuie sur un patrimoine riche des villages perchés ou sur des festivals. Ensuite, le tourisme détente qui se traduit par un important développement des chambres d'hôtes, de l'hôtellerie et de la location saisonnière, par une concentration importante de piscines et par des animations comme des marchés provençaux. Enfin, le tourisme vert qui profite des nombreux chemins de randonnées et du cadre protégé qu'offrent le Luberon et ses environs.
Nombreuses chambres d'hôtes, petit hôtel, circuits pour randonnées... comme pour la plupart des communes du nord Luberon.
Petits commerces : Boulangerie, boucher-traiteur, alimentation générale au niveau du village, boulangeries, traiteur, pharmacie et vente de matériaux sur Coustellet. À noter que Coustellet est une zone à cheval sur plusieurs communes et qu'il y a donc tous les commerces de base et bien plus sur place (dont mini marché bio, plusieurs traiteurs, restaurant chinois, peinture, décoration, etc.).
Équipements publics : Salles communes, bureau de poste, école communale et mairie au village, médiathèque (ouverte toute l'année), école maternelle et crèche, collège et complexe sportif au niveau de Coustellet.

## Culture locale et patrimoine

### Lieux et monuments

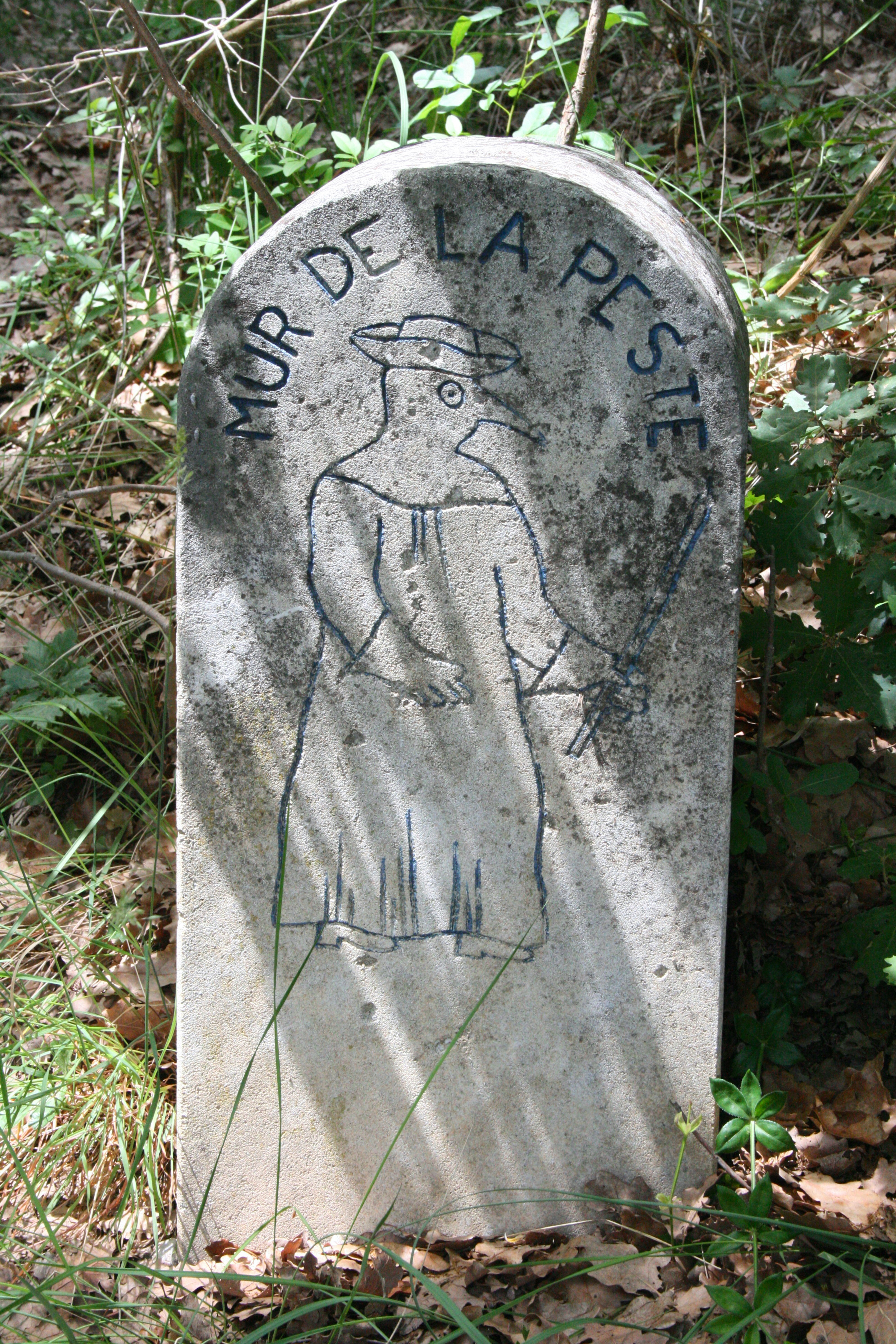
Borne indiquant le mur de la Peste.

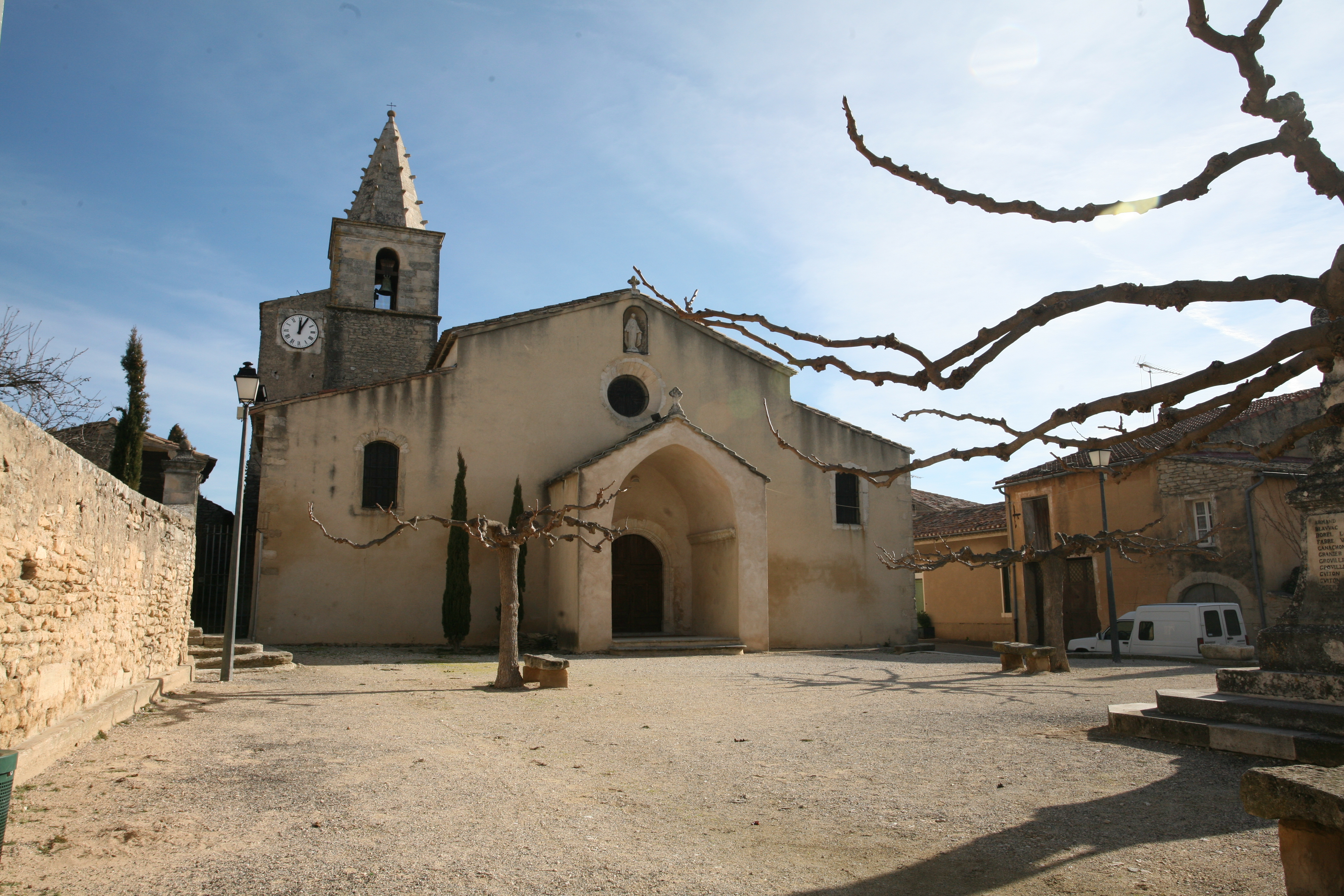
L'église paroissiale Saint-Vincent.

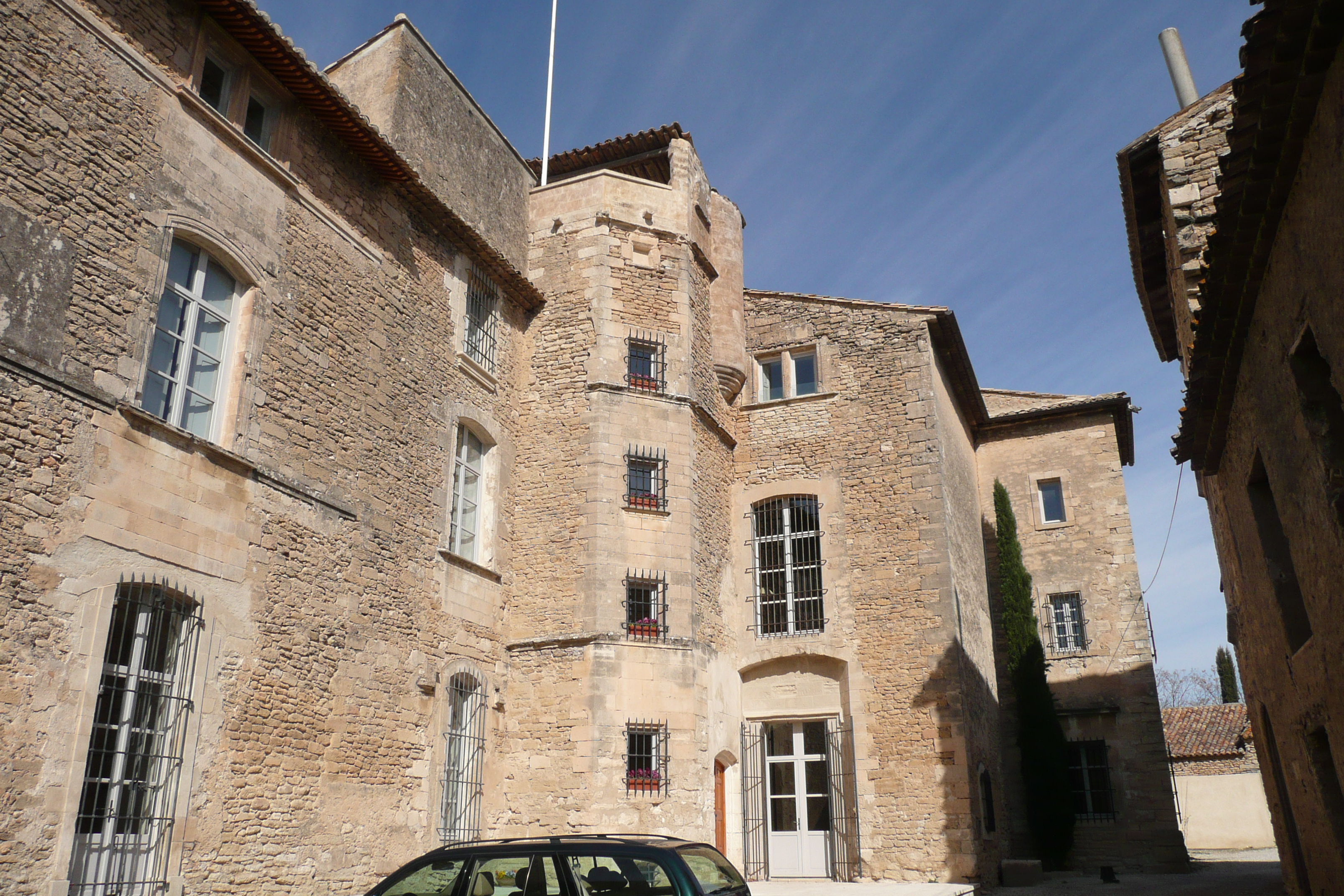
Château de Cabrières.

- Église paroissiale Saint-Vincent d'origine romane[28].
- Château du XIIIe siècle (privé), reconstruit à la fin du XVIe siècle après l'épisode vaudois[29].
- Au nord du village, sur les pentes des Monts de Vaucluse, la « forêt des cèdres »[30] s'étend sur un peu plus de cinq hectares : buvette, espace pique-nique, promenade, parcours de santé. Victor Vasarely trouvait ce site magnifique et voulait y implanter sa Fondation[31].
- Chapelle Saint-Eusèbe au sud du bourg[32].
- Oratoire de la Vierge (1968)
- Vieux lavoirs, citerne-lavoir, fontaines, bories et éguiers.
- Reste d'une partie du mur de la Peste 1721 au nord du village.
- Musée de la lavande (attraction touristique) sur Coustellet[33].
- Moulin à huile[34].
- Monuments commémoratifs :
  - Colonne commémorant le massacre de 1545.
  - Monument aux morts[35],[36].

### Personnalités liées à la commune
- Giraud d'Ancézune (°XVe siècle- +1504 à Rome), baron de Caderousse, seigneur de Cabrières, gouverneur de la maison de Charles VIII et Louis XII.
- Eustache Marron, chef de la résistance vaudoise au XVIe siècle, en avait fait son fief.
- Zéphyrin Silvestre (1838-1896) ancien député de Vaucluse, né et décédé à Cabrières-d'Avignon.
- Les Juste parmi les Nations de Cabrières-d'Avignon :
  - Attilio Garagnoli,
  - Marie Garagnoli.

### Héraldique
| ''De gueules à la chèvre d'or saillante, accompagnée au premier franc canton d'une étoile de seize rais du même. | Les armes de Cabrières d'Avignon se blasonnent ainsi : De gueules à la chèvre d'or saillante, accompagnée au premier franc canton d'une étoile de seize rais du même. La chèvre est les armes parlantes du village, c'est-à-dire d'armes composées avec des éléments dont la consonance est proche de celle du nom du possesseur. L'étoile provient des armoiries des seigneurs des Baux. |